# Wheaton (Illinois)
Wheaton és una ciutat dels Estats Units a l'estat d'Illinois. Segons el cens del 2000 tenia 55.416 habitants.

## Demografia
Segons el cens del 2000, Wheaton tenia 55.416 habitants, 19.377 habitatges, i 13.718 famílies. La densitat de població era de 1.907 habitants/km².
Dels 19.377 habitatges en un 36,7% hi vivien nens de menys de 18 anys, en un 61,4% hi vivien parelles casades, en un 7,3% dones solteres, i en un 29,2% no eren unitats familiars. En el 24,5% dels habitatges hi vivien persones soles el 7,5% de les quals corresponia a persones de 65 anys o més que vivien soles. El nombre mitjà de persones vivint en cada habitatge era de 2,64 i el nombre mitjà de persones que vivien en cada família era de 3,2.
Per edats la població es repartia de la següent manera: un 26,2% tenia menys de 18 anys, un 10,5% entre 18 i 24, un 28,8% entre 25 i 44, un 23,4% de 45 a 60 i un 11,2% 65 anys o més.
L'edat mediana era de 36 anys. Per cada 100 dones de 18 o més anys hi havia 90 homes.
La renda mediana per habitatge era de 88.385 $ i la renda mediana per família de 104.475 $. Els homes tenien una renda mediana de 74.871 $ mentre que les dones 48.485 $. La renda per capita de la població era de 36.147 $. Aproximadament el 2,1% de les famílies i el 2,3% de la població estaven per davall del llindar de pobresa.

## Poblacions properes
El següent diagrama mostra les poblacions més properes.